# Michael Endres (Manager)
Michael Heinrich Endres (* 28. Oktober 1937 in München) ist ein deutscher Jurist und Bankmanager. Er ist ehemaliges Vorstandsmitglied der Deutschen Bank AG und ehemaliger Aufsichtsratsvorsitzender der Hypo Real Estate AG. Von 2012 bis 2016 war er Kuratoriumsvorsitzender und ist nunmehr Ehrenvorsitzender des Kuratoriums der Gemeinnützigen Hertie-Stiftung.

## Leben
Michael Endres studierte Betriebswirtschaftslehre und Rechtswissenschaften in München, Paris und Berlin. Nach seiner Promotion zum Dr. jur. an der Universität München im Jahre 1966 begann er zunächst in der Rechtsabteilung der Wacker Chemie, München, wechselte aber bereits 1968 zur Deutschen Bank. Nach Stationen in Mannheim und Frankfurt am Main baute er in den frühen 1980er Jahren deren Londoner Niederlassung auf. Am 1. Januar 1988 wurde er zum Mitglied des Vorstands der Deutschen Bank berufen. Er war dort ein enger Mitarbeiter des ermordeten Vorstandssprechers Alfred Herrhausen. Dieses Amt hatte er bis 1998 inne. Am 31. Dezember 1998 trat er in den Ruhestand.
Zusätzlich war Endres u. a. Mitglied des Aufsichtsrats der Daimler-Benz AG (1993 bis 1998) und der ARCOR Verwaltungs-AG (1997 bis 2006). Von November 2008 bis August 2009 hatte er den Aufsichtsratsvorsitz der Hypo Real Estate inne und hat in seiner Amtszeit die Verstaatlichung des Unternehmens begleitet.
Von 2000 bis 2011 war Michael Endres Vorstandsvorsitzender der Gemeinnützigen Hertie-Stiftung. Von 2012 bis 2016 stand er dem Kuratorium der Gemeinnützigen Hertie-Stiftung vor. Daneben nimmt er weiterhin mehrere Mandate im Finanzsektor, im Hochschulbereich und in kulturellen Institutionen wahr (Aufstellung siehe unten).
Michael Endres erhielt 2004 das Bundesverdienstkreuz am Bande. 2015 wurde er für sein Engagement u. a. bei START und der Hertie School of Governance mit dem Verdienstkreuz 1. Klasse ausgezeichnet.
Er ist verheiratet und hat drei Töchter.

## Aktuelle Aktivitäten und Mandate
- seit 2004: Mitglied des Kuratoriums der Hertie School of Governance, Berlin
- seit 2007: Mitglied des advisory boards des Deutschen Krebsforschungszentrums, Heidelberg
- seit 2007: Mitglied des Kuratoriums des Städel Museums, Frankfurt am Main[2]
- seit 2009: Mitglied des Vorstands der Freunde des Franz Marc Museums e.V., Kochel[3]
- seit 2012: Mitglied des Kuratoriums der Gesellschaft der Freunde und Förderer des hr-Sinfonieorchesters, Frankfurt

## Ehrungen / Auszeichnungen
- 2004: Verdienstkreuz am Bande des Verdienstordens der Bundesrepublik Deutschland
- 2005: Ehrenplakette der Stadt Frankfurt am Main[4]
- 2008: Ehrensenator der Eberhard Karls Universität Tübingen
- 2015: Verdienstkreuz 1. Klasse des Verdienstordens der Bundesrepublik Deutschland[5]